# Mead kiselina
Mead acid je omega-9 masna kiselina, koju je prvi karakterisao Džejms F. Mead. Poput drugih omega-9 polinezasićenih masnih kiselina, životinje mogu da formiraju Mead kiselinu de novo. Njeno povišeno prisustvo u krvi je indikacija nedostatka esencijalnih masnih kiselina. Mead kiselina je nađena u velikim količinama u hrstavičavom tkivu.

## Hemija
Mead kiselina, koja se još naziva eikozatrienoinska kiselina, je karboksilna kiselina sa 20-ugljenika dugim lancom i tri metilenom razdvojene cis dvostruke veze. Prva dvostruka veza je locirana na devetom ugljeniku sa omega kraja. U fiziološkoj literaturi, ona se naziva 20:3(n-9). 
U prisustvu lipoksigenaze, citohroma p450 ili ciklooksigenaze Mead kiselina može da formira razne hidroksi (HETE) i hidoperoksi (HpETE) produkte.